# اسقف‌نشین سالزبری
اسقف‌نشین سالزبری (انگلیسی: Diocese of Salisbury) بخشی تشکیل دهنده از استان کانتربری کلیسای انگلستان در کشور انگلستان است. این اسقف‌نشین که در سال ۱۵۵۹ میلادی تأسیس شده‌است شامل ۵۸۲ کلیسا می‌باشد و مرکز آن کلیسای جامع سالزبری است.